# Oyedaea
Genre
Oyedaea est un genre de plante à fleurs de la famille des Asteraceae. 

## Liste d'espèces
- Oyedaea acuminata (Benth.) Benth. & Hook. f. ex Hemsl.
- Oyedaea bahiensis Baker
- Oyedaea boliviana Britton
- Oyedaea bullata J. Koster
- Oyedaea buphthalmoides DC.
- Oyedaea camargoana (S.Díaz) S.Díaz
- Oyedaea cuatrecasasii Pruski
- Oyedaea huilensis Cuatrec.
- Oyedaea lanceolata (Rusby) S.F.Blake
- Oyedaea maculata S.F.Blake
- Oyedaea neei Pruski
- Oyedaea obovata S.F.Blake
- Oyedaea ovata (Gardner) Benth.
- Oyedaea reticulata S.F.Blake
- Oyedaea rusbyi S.F.Blake
- Oyedaea scaberrima (Benth.) S.F.Blake
- Oyedaea tepuiana (V.M.Badillo) Pruski
- Oyedaea verbesinoides DC.
- Oyedaea wedelioides (Klatt) S.F.Blake
- Oyedaea wurdackii Pruski